# Neuroleon zakharenkoi
Neuroleon zakharenkoi är en insektsart som beskrevs av Krivokhatsky 1996. Neuroleon zakharenkoi ingår i släktet Neuroleon och familjen myrlejonsländor. Inga underarter finns listade i Catalogue of Life.